# Dioncophyllaceae
Le Dioncofillacee (Dioncophyllaceae Airy Shaw, 1951) sono una famiglia di piante angiosperme a cui appartengono tre sole specie viventi, ognuna inclusa in un proprio genere e tutte originarie della regione tropicale dell'Africa occidentale.

## Descrizione
Almeno in uno stadio del loro ciclo vitale, ciascuna di esse si ritrova sotto forma di liana e si ancora alla pianta ospite grazie a degli uncini - o viticci - generati dalla regione terminale della nervatura centrale delle foglie.

## Tassonomia
Il sistema Cronquist (1981), assegnava la famiglia delle Dioncofillacee all'ordine Violales, mentre la classificazione APG, più recente e basata sui dati bio-molecolari, la pone nell'ordine Caryophyllales.
La famiglia comprende tre generi monospecifici:
- Dioncophyllum Baill.
  - Dioncophyllum thollonii Baill.
- Habropetalum Airy Shaw
  - Habropetalum dawei (Hutch. & Dalziel) Airy Shaw
- Triphyophyllum Airy Shaw
  - Triphyophyllum peltatum (Hutch. & Dalziel) Airy Shaw

Quest'ultima è la specie più conosciuta; durante l'accrescimento, assume temporaneamente il comportamento di pianta carnivora, con foglie provviste di ghiandole adesive per la cattura di insetti.